# Hubert Ivo
Hubert Ivo (* 2. Mai 1927 in Kassel; † 29. Januar 2021) war ein deutscher Germanist, Didaktiker und Hochschullehrer.

## Leben und Wirken
Nach seiner 1947 absolvierten Reifeprüfung (zuvor war er gegen Ende des Zweiten Weltkriegs Luftwaffenhelfer und Soldat) studierte Hubert Ivo Germanistik, Philosophie und Katholische Theologie an den Universitäten Bamberg und Würzburg. Nachdem er das Staatsexamen für den höheren Schuldienst in den Fächern Germanistik und Katholische Theologie abgelegt hatte, ging er 1952 als Lehrer in den Schuldienst an verschiedenen Gymnasien in Hessen. Ab 1966 war er Oberstudiendirektor und Rektor zunächst in Wetzlar, dann in Wiesbaden. Im Jahre 1972 wurde Ivo auf eine Professur an der Universität Frankfurt/M. berufen und zwar für die Didaktik des Deutschunterrichts am Institut für Deutsche Sprache und Literatur I. Mit diesem Gebiet hatte er sich schon zuvor während seines Schuldienstes intensiv beschäftigt. Erst 1976 promovierte er noch an der Universität Klagenfurt bei dem Germanisten Alois Brandstetter. 1995 wurde er emeritiert. In seinen Veröffentlichungen beschäftigte er sich vor allem als Didaktiker sowie auf dem Gebiet der Bildungsreform.

## Veröffentlichungen (Auswahl)
- Kritischer Deutschunterricht (= Diesterwegs Rote Reihe, Band 1618). Diesterweg, Frankfurt am Main 1969.
- (Mithrsg.): Weitermachen? Abschaffen? Verändern? Zum Gebrauchswert von Literatur. Eine Textsammlung, für die Schule. Diesterweg, Frankfurt am Main 1971, ISBN 3-425-06203-4.
- (mit Valentin Merkelbach): Abschied vom klassischen Schulfach. Zum Beispiel: Deutsch. Quelle & Meyer, Heidelberg 1972, ISBN 3-494-00737-3.
- Handlungsfeld: Deutschunterricht. Argumente und Fragen einer praxisorientierten Wissenschaft. Fischer-Taschenbuch-Verlag, Frankfurt am Main 1976, ISBN 3-436-02176-8.
- Zur Wissenschaftlichkeit der Didaktik der deutschen Sprache und Literatur. Vorüberlegungen zu einer "Fachunterrichtswissenschaft". Diesterweg, Frankfurt am Main 1977, ISBN 3-425-07910-7 (= Dissertation Universität Klagenfurt).
- Lehrer korrigieren Aufsätze. Beschreibungen eines Zustands und Überlegungen zu Alternativen. Diesterweg, Frankfurt am Main 1982, ISBN 3-425-01636-9.
- Wilhelm von Humboldts Sprache des Diskurses. Zwischen Weltansichten und allgemeiner Grammatik. In: Helmut Müller-Sievers (Hrsg.): Poetik – Humboldt – Hermeneutik. Studien für Kurt Mueller-Vollmer zum 60. Geburtstag. Narr, Tübingen 1988, S. 67–104.
- (Mitautor): Projekte im Deutschunterricht. Klett, Stuttgart 1992, ISBN 3-12-311230-6.
- Wilhelm von Humboldt: Sprache heftet, leitet und bildet. Vom "conventionellen Gebrauch der Sprache", von Nationen und von Frauen und Männern. In: Karl Ermert (Hrsg.): Surgery Strike. Über Zusammenhänge von Sprache, Krieg und Frieden. Evang. Akademie Loccum, Rehburg-Loccum 1992, ISBN 3-8172-5891-7, S. 115–135.
- (Hrsg.): Leo Weisgerber: Engagement und Reflexion. Kritik einer didaktisch orientierten Sprachwissenschaft (= Beiträge zur Geschichte des Deutschunterrichts, Band 10). Lang, Frankfurt am Main 1994, ISBN 3-631-46540-8.
- Muttersprache – Identität – Nation. Sprachliche Bildung im Spannungsfeld zwischen einheimisch und fremd. Westdeutscher Verlag, Opladen 1994, ISBN 3-531-12492-7.
- Deutschdidaktik. Die Sprachlichkeit des Menschen als Bildungsaufgabe in der Zeit. Schneider-Verlag Hohengehren, Baltmannsweiler 1999, ISBN 3-89676-137-4.
- Nach 1945 Deutsch unterrichten. Ein Bericht lebens-, fach- und politikgeschichtlicher Verschränkungen (= Beiträge zur Geschichte des Deutschunterrichts, Band 51). Lang, Frankfurt am Main 2002, ISBN 3-631-39385-7 (Autobiographie).

Festschriften
- Albert Bremerich-Vos (Hrsg.): Handlungsfeld Deutschunterricht im Kontext. Festschrift für Hubert Ivo. Diesterweg, Frankfurt am Main 1993, ISBN 3-425-07909-3.
- Susanne Gölitzer, Jürgen Roth (Hrsg.): Wirklichkeitssinn und Allegorese. Festschrift für Hubert Ivo zum 80. Geburtstag. Monsenstein und Vannerdat, Münster 2007, ISBN 3-86582-485-4.